# Argentina Menis
Argentina Menis (Craiova, 1948. július 19. – 2023. március 3.) olimpiai ezüstérmes román atléta, diszkoszvető, világcsúcstartó.

## Sportpályafutása
1967-ben három alkalommal ért el román junior rekordot. A felnőtt bajnokságon bronzérmes lett. 1968 tavaszán már sorozatban 50 méter felett dobott. A Népszava kupán 1968-ban 51,18 méterrel hatodik, 1970-ben 53,44 méterrel harmadik volt. Az 1970-es Rosicky-emlékversenyen 54,58 méterrel második lett. Szeptemberben az universiadén ötödik (54,44 m), a román bajnokságon harmadik volt (54,56 m).
1971 áprilisában a román csapatbajnokságon 60,04 méterrel megdöntötte Lia Manoliu 59,46 méteres román csúcsát. Ezzel ő volt a tizedik diszkoszvetőnő aki elérte a 60 méteres határt. Júliusban a budapesti magyar-román viadalon 61,08 méterrel ismét rekordot ért el. A hónap végén román bajnokságot nyert. Az augusztusi Európa-bajnokságon 59,04 méterrel negyedik helyezést ért el. Szeptemberben 59,18 méterrel győzött a balkán bajnokságon.
1972 márciusának végén már 60,89 métert ért el. Április elsején Bukarestben 63,42 méteres román rekordot dobott. Május elején Bukarestben újabb csúcsot jegyzett 63,62 méterrel. Két héttel később 64,24 méterrel folytatta a sorozatát. Júniusban az NSZK-lengyel-román viadalon 63,50 méterrel ugyan második volt a német Westermann mögött, de Menis a verseny során négyszer dobott 63 méter fölé. Még ugyanebben a hónapban Bergamóban legyőzte a világcsúcstartó Melniket. A hónapot 60,04-gyel zárta a holland-csehszlovák-román viadalon. Augusztus elején az İzmirben zajló Balkán bajnokságon elért 66,58 méterrel megdönthette volna Melnik világcsúcsát (65,48 m), de a  szovjet versenyző már ugyanaznap délután 66,76 méterre növelte az aktuális rekordot. A hónap közepén, a müncheni Hans Braun-emlékversenyen 63,58 méterrel ismét megverte Melniket. Az olimpián a selejtezőben olimpiai rekordot (61,58 m) ért el. A döntőben kétszer is olimpiai rekordot dobott, de ez is csak az ezüstéremre volt elég, mert Fajina Melnik több mint másfél méterrel túldobta őt. 1972. szeptember 23-án a román-svéd-finn viadalon 67,32 méteres dobásával új női világrekordot állított fel. A verseny során háromszor dobott 66 méteren felül. Csúcsa 1973 májusáig maradt életben, ekkor Melniknek sikerült túlszárnyalnia őt. Az év végén a legjobb román sportolónőnek választották. A Track And Field News szaklap szavazásán az újságírók a 10. legjobb női atlétának látták 1972-ben.
1973 májusában előbb 61,48, majd 63,64 méterrel nyert versenyt Romániában. Júniusban 65,16 méterrel győzött Athénban, 62,52 méterrel Frankfurtban. Júliusban Reggio Emiliában 63,40 métert dobott az olasz-román viadalon, majd román bajnok lett 64,22 méterrel. Augusztusban az Európa-kupa elődöntőjében 65,96 métert ért el. Az universiadén második volt, ismét Melnik mögött. Szeptemberben az Európa-kupa döntőjében 64,16 méterrel második volt, majd Varsóban nyert 64,76 méterrel.
1974 májusában 64,24 métert ért el Bukarestben, ezzel a világranglistán a vezető helyre került. Júniusban a román-nszk-brit-olasz viadalon 62,52 méterrel, Athénban 63,40 méterrel, a román-ndk-kanada viadalon 62,54 méterrel, a francia-belga-holland-román viadalon pedig 64,02 méterrel nyert. Júliusban folytatta a győzelmi sorozatát: Frankfurt am Main 64,94 méter, román bajnokság 64,16 méter. Augusztusban a szófiai balkán-bajnokságon 63,84 méterrel második volt. Ezután Nyugat-Berlinben 65,26 méterrel első helyen végzett. Az Európa-bajnokság előtt negyedik helyen állt (65,84 m) a világranglistán. A római Európa-bajnokságon ezüstérmes volt. A verseny döntőjében újfent Melnikel szemben maradt alul. Szeptemberben Budapesten esőben nyert 64,62 méterrel. A szezont a román csapatbajnokságon elért 65,74 méterrel zárta.
Az 1975-ös szezont a Román kupán elért 60,42 méterrel indította. Júniusban előbb Brassóban 60,52 métert teljesített, majd Drezdában lett harmadik 62,30 méterrel. Július elején Athénban már 65,62 méterrel nyert. A következő héten a budapesti Ek elődöntőben ugyan esős időben 59,80 méterrel lett második, de a győztes Melnik 67 méter felett teljesített. A hónapot Montréalban az előolimpián zárta egy 62,60 méteres második helyezéssel. Augusztusban 65,06 méterrel lett újra román bajnok. Néhány nap múlva a bukaresti Balkán-bajnokságon 67,88 méterrel nyert és a világranglista második helyére lépett. A következő hetekben az Európa-kupa döntőjében 63,60 méterrel, majd Zürichben 64,14 méterrel harmadik helyezést ért el. A hónap végén az nszk-román viadalon 65,16 méterrel nyert. Szeptember közepén Bukarestben nyert versenyt 63,08 méterrel, majd 64,08 méterrel újra második lett az universiadén.
1976 áprilisában 65,22 méteres dobással kezdte a szezont. Májusban a román nemzetközi bajnokságon 67,96 méteres országos csúccsal nyert. Júniusban a pescarai versenyen 64,54 méterrel nyert. Ezután Düsseldorfban lett második 65,26 méterrel, majd Belgrádban negyedszer is Balkán-bajnokságot nyert (63,68 m). Júliusban, Athénban a Ciklitirasz-emlékversenyen nyert 66,40 méterrel. A Montréalban rendezett olimpián hatodik lett. Az olimpia után 65,10 méterrel román bajnok lett.
1977 június elején 61,98 méterrel nyerte meg a román nemzetközi bajnokságot. A hónap végén Hágában 62,84 méterrel lett első. A júliust 65,28 méterrel győzelemmel kezdte a román kupában, majd az Európa-kupa bukaresti elődöntőjében lett második 61,50 méterrel. Néhány héttel később a döntőben harmadik helyen végzett 62,22 méterrel. Augusztus végén román bajnok lett 65,12 méterrel. A szeptemberi világ kupán az Európa-válogatott tagjaként második helyezést szerzett 63,39 méterrel. Egy hét múlva az ankarai Balkán-bajnokságon 62,44 métert ért el, ami a második helyhez volt elég.
1978 júniusában Augsburgban az NSZK-Románia viadalon győzött. Július elején a prágai Rosicky-emlékversenyen 61,22 méterrel második volt, majd 62,40 méterrel ismét hazája bajnoka lett. A Balkán-bajnokságon második helyezett volt (58,58 m). Az Európa-bajnokságon 58,36 métert ért el, amivel kilencedik lett.
Az 1979-es román nemzetközi bajnokságon 61,38 méterrel aranyérmes volt. Júliusban 63,20 méterrel román bajnok lett. 1980-ban a Balkán-bajnokságon harmadik, a román bajnokságon 60,44 méterrel ezüstérmes volt.

## Eredményei
Olimpiai játékok
- 2. (1972)
- 6. (1976)

Európa-bajnokság
- 2. (1974)
- 4. (1971)
- 9. (1978)

Universiade
- 2. (1973, 1975)
- 5. (1970)

Balkán-bajnokság
- 1. (1971, 1972, 1975, 1976)
- 2. (1974, 1977, 1978)
- 3. (1980)

Román bajnokság
- 1. (1971, 1973, 1974, 1975, 1976, 1977, 1978, 1979)
- 2. (1980)
- 3. (1967, 1969, 1970)

Legjobb eredményei évenként
- 1964: 33,94 m
- 1965: 44,90 m (román ranglista: 5.)[91]
- 1966: 47,02 m (4.)[92]
- 1967: 49,74 m
- 1968: 52,00 m (3.)[93]
- 1969: 53,24 m[94]
- 1970: 55,14 m (3.)[95]
- 1971: 61,08 m (1.; világranglista: 6.)[96][97]
- 1972: 67,32 m (V.: 1.)[98]
- 1973: 66,82 m (V.: 3.)[99]
- 1974: 65,84 m (V.: 4.)[100]
- 1975: 67,88 m (V.: 2.)[101]
- 1976: 67,96 m (V.: 6.)[102]
- 1977: 66,02 m (V.: 4.)[103]

## Rekordjai
- 48,84 m (1967. július) román junior csúcs[104]
- 49,68 m (1967. szeptember) román junior csúcs[105]
- 49,74 m (1967. október, Craiova) román junior csúcs[106]
- 60,04 m (1971. április 24., Románia) román csúcs
- 61,08 m (1971. július 4., Budapest) román csúcs
- 63,42 m (1972. április 1., Bukarest) román csúcs
- 63,62 m (1972. április 29., Brassó) román csúcs
- 64,24 m (1972. május 13., Bukarest) román csúcs
- 66,58 m (1972. augusztus 5., İzmir) román csúcs
- 67,32 m (1972. szeptember 23., Bukarest) világcsúcs
- 67,96 m (1976. május 16., Bukarest) román csúcs
- 61,58 m (1972. szeptember 9., München) olimpiai csúcs
- 64,28 m (1972. szeptember 10., München) olimpiai csúcs
- 65,06 m (1972. szeptember 10., München) olimpiai csúcs